# Iris doabensis
Iris doabensis är en irisväxtart som beskrevs av Brian Frederick Mathew. Iris doabensis ingår i släktet irisar, och familjen irisväxter.
Artens utbredningsområde är Afghanistan. Inga underarter finns listade i Catalogue of Life.